# Monkayo
Monkayo is een gemeente in de Filipijnse provincie Davao de Oro op het eiland Mindanao. Bij de laatste census in 2007 had de gemeente bijna 91 duizend inwoners.

## Geografie

### Bestuurlijke indeling
Monkayo is onderverdeeld in de volgende 21 barangays:
| - Awao - Babag - Banlag - Baylo - Casoon - Haguimitan - Inambatan - Macopa - Mamunga - Mount Diwata - Naboc | - Olaycon - Pasian - Poblacion - Rizal - Salvacion - San Isidro - San Jose - Tubo-tubo - Union - Upper Ulip |

## Demografie
Monkayo had bij de census van 2007 een inwoneraantal van 90.971 mensen. Dit zijn 5.141 mensen (6,0%) meer dan bij de vorige census van 2000. De gemiddelde jaarlijkse groei komt daarmee uit op 0,81%, hetgeen lager is dan het landelijk jaarlijks gemiddelde over deze periode (2,04%). Vergeleken met de census van 1995 is het aantal mensen met 24.421 (36,7%) toegenomen.

De bevolkingsdichtheid van Monkayo was ten tijde van de laatste census, met 90.971 inwoners op 609,61 km², 149,2 mensen per km².